# 't Meestershuus

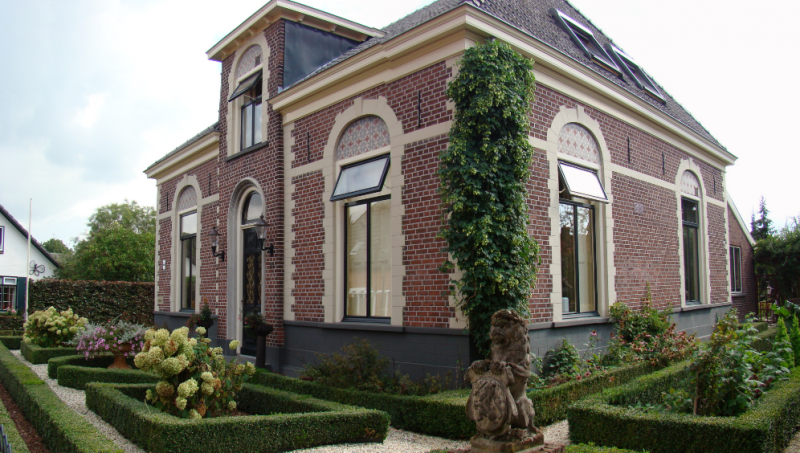
Hozenstraat 20 in Bredevoort

 't Meestershuus in Bredevoort in de Nederlandse provincie Gelderland is een schoolmeestersdienstwoning, gebouwd in 1894 en tevens een gemeentelijk monument.

## Geschiedenis
Het pand is als dienstwoning gebouwd in dezelfde stijl als de oorspronkelijke school op 't Zand in opdracht van de gemeente Aalten. Tussen de school en het meestershuis staat tegenwoordig een woonblok waardoor het lijkt alsof de gebouwen niet bij elkaar horen. In 2006 kocht Ineke Weerkamp het huis die het huis sinds 12 mei 2007 als bed and breakfast in gebruik heeft. De buxustuin werd nog door een voormalige eigenaar B. Schut aangelegd en is bewaard gebleven.

## Bron
- Dinie Lammers & Leo van der Linde in: Bedrijvig Bredevoort, 2008 uitgeverij Fagus